# جامع المفتي (كويه)
جامع المفتي من مساجد العراق الأثرية التاريخية ويقع في محلة بايز أغا التابعة لقضاء كويه في محافظة أربيل شمال العراق، وهو من المساجد التراثية القديمة، وأسسه وبناهُ الشيخ الملا يوسف زاهد عام 1176هـ/1762م، وسمي بجامع المفتي نسبة إلى الملا صالح المفتي حفيد الملا يوسف لأنه تولى مهمة الإفتاء في المسجد حتى وفاته عام 1918م.
ولقد جدد بنيانه (اومه ر) ابن الملا صالح المفتي عام 1282هـ/1865م، وتبلغ مساحته الكلية 600 م2، ولقد بني الجامع من مادة اللبن والطين، وسقفه من مادة الحصير والخشب من جذوع الشجر، ومازال مبنى المسجد محافظا على تراثه وآثاره القديمة من حيث البناء والزخارف، والحرم ذو أقواس وتعلوه قبة قديمة، ولقد سجل أسمه في مديرية آثار كويه في سجل المواقع الأثرية، وأعترضت هيئة الآثار في الأقليم على هدمه.
ويحتوي الجامع على قاعة صالة وثلاث غرف وبركة ماء.
ومن الأئمة الذين تعاقبوا على منصب الإمامة والخطابة فيه:
- الملا يوسف زاهد، ولمدة 40 سنة.
- الملا محمد بن الملا يوسف زاهد، إماماً لفترة 60 سنة وعرف بلقب ابن الزاهد.
- الملا صالح المفتي بن محمد بن الملا يوسف زاهد.[1]